# Тартюфо ді Піцо

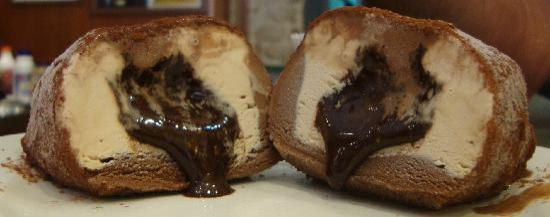
Вигляд у розрізі

Тартюфо ді Піцо (італ. Tartufo di Pizzo — трюфель з Піццо) — італійське морозиво, яке походить з міста Піццо, Калабрія. Зазвичай складається з двох або більше смаків морозива, найчастіше з рідким шоколадом у центрі. Типово морозиво вкрито шаром з какао, кориці або горіхів. 

## Етимологія
Слово «tartufo» означає «трюфель» італійською.

## Історія
«Тартюфо» у сучасному вигляді, народився у Піццо у лабораторії бара Bar Dante (приблизно у 1952) просто випадково: Don Pippo (виробник нових продуктів) помітив, що під час шлюбів багатих людей морозиво витікає з форм. Намагаючись вирішити проблему, він помістив маленьку порцію морозива Heizel та шоколадного морозива у долоню. Після цього додав трохи розтопленого шоколаду. Потім загорнув усе у тонку форму з цукру, створюючи таким чином форму трюфеля, котрий потім залишив охолоджуватись.

## Приготування
Тартюфо зазвичай складається з двох смаків морозива, котре зліплюється руками. Якщо оболонка шоколадна, то морозиво після охолодження заливається спеціальним розтопленим шоколадом. 

## Галерея

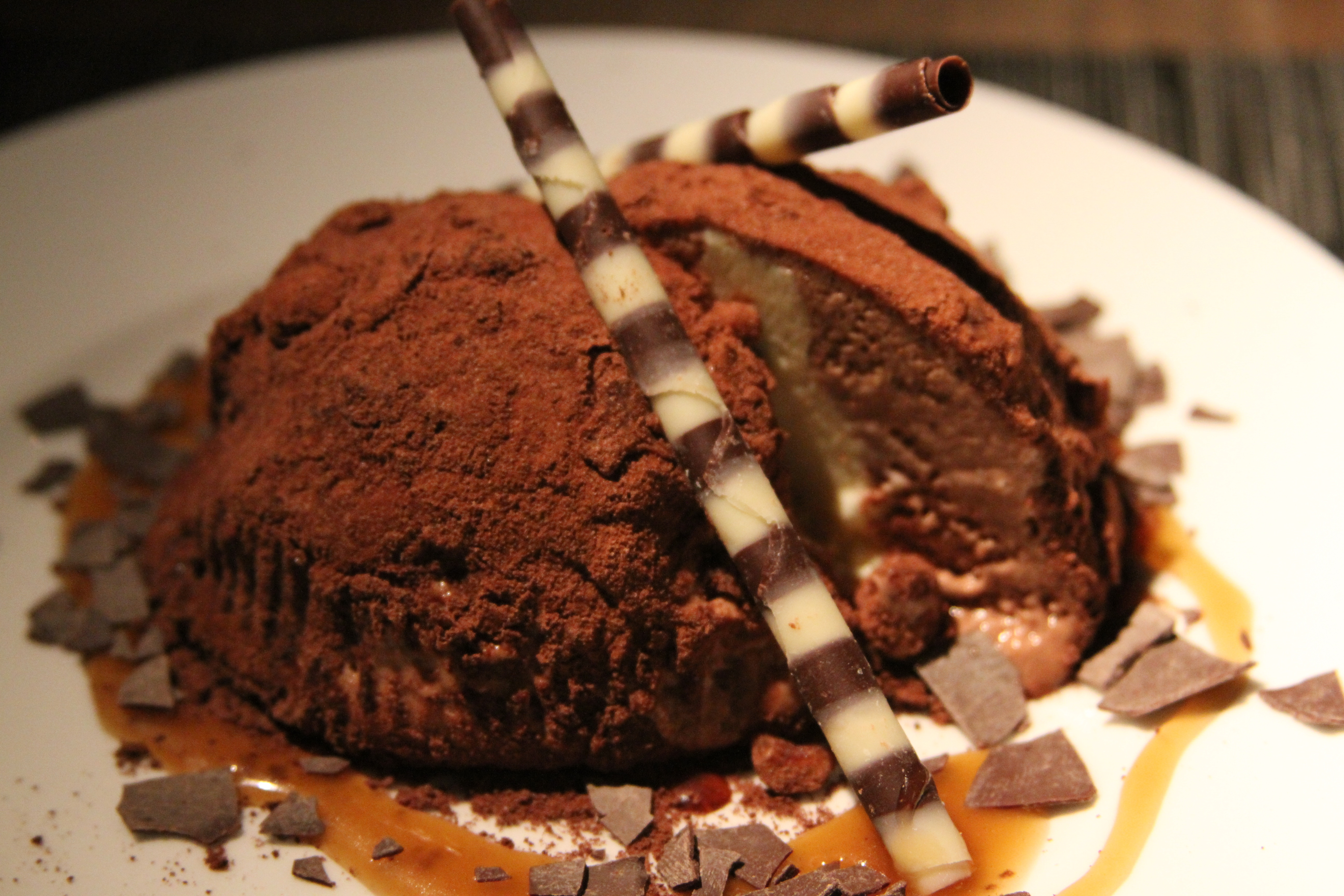
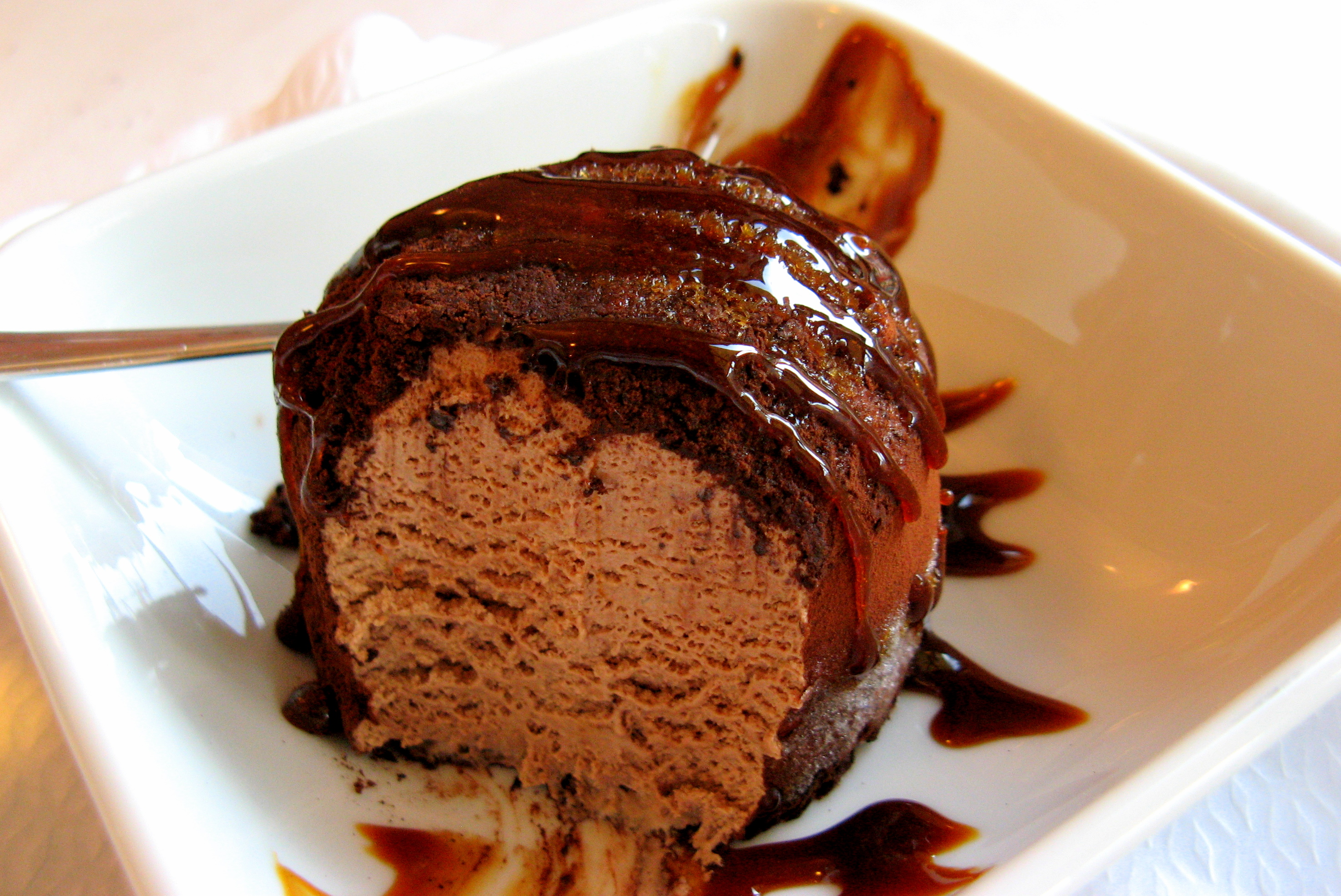
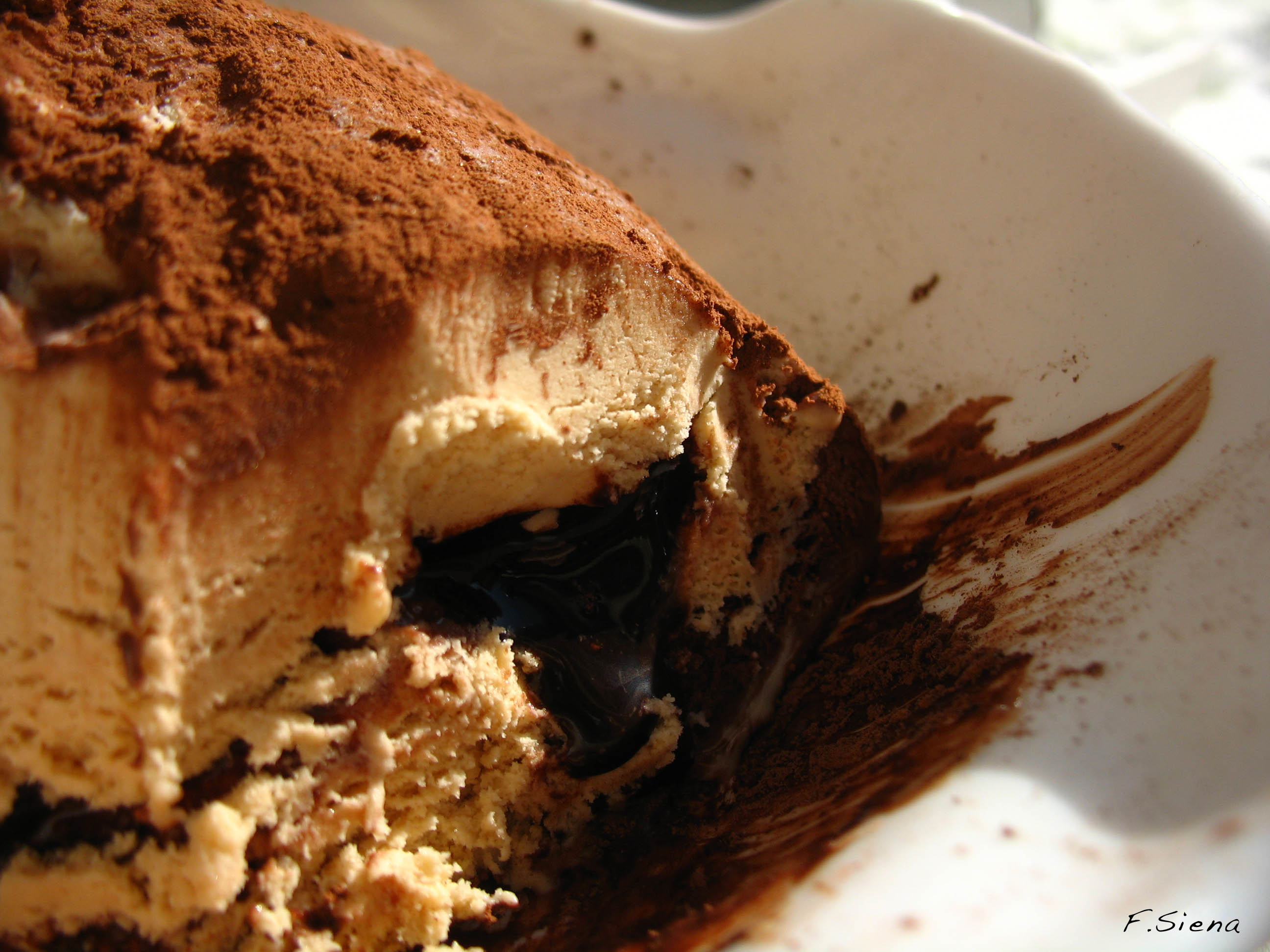
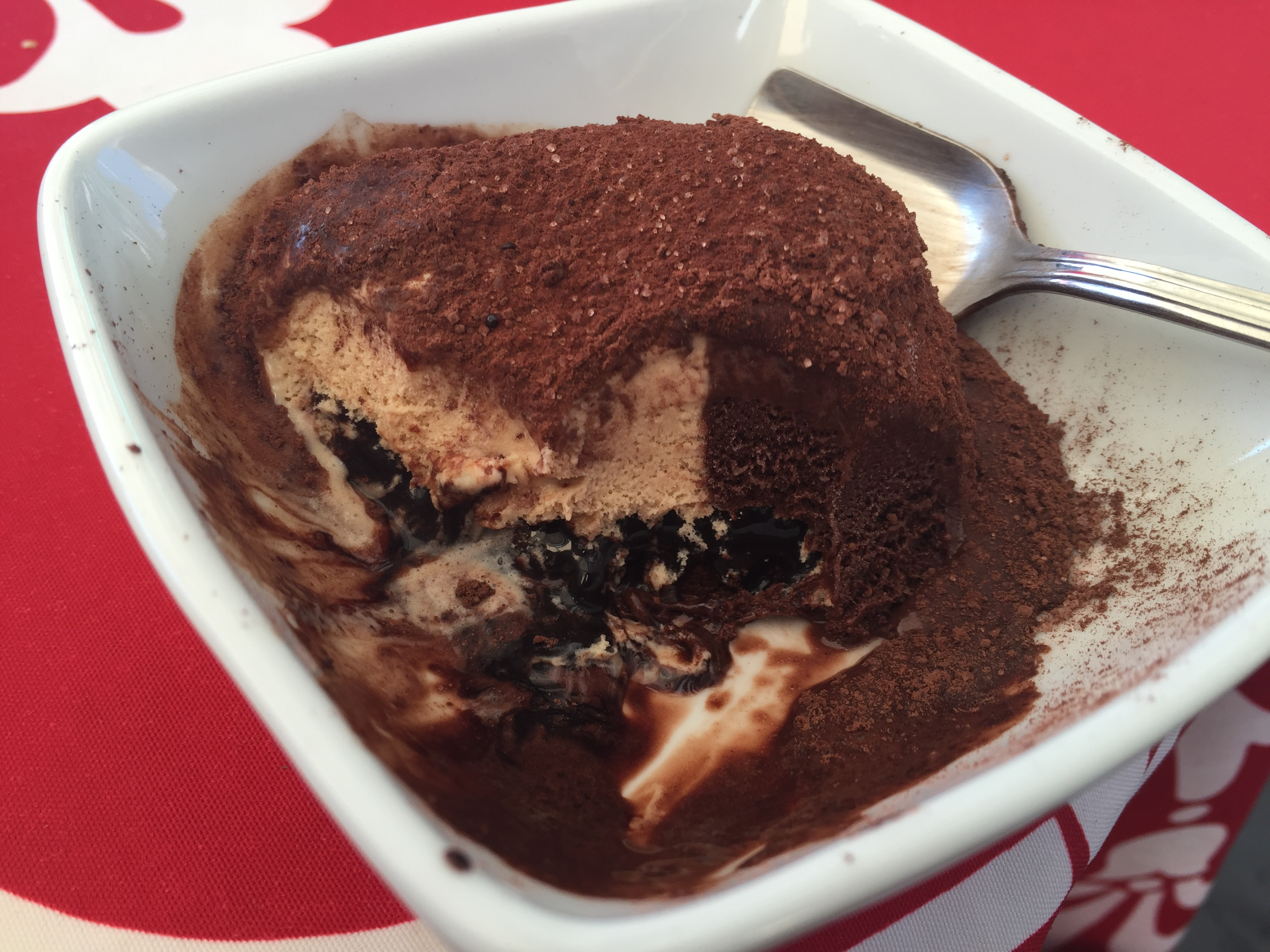
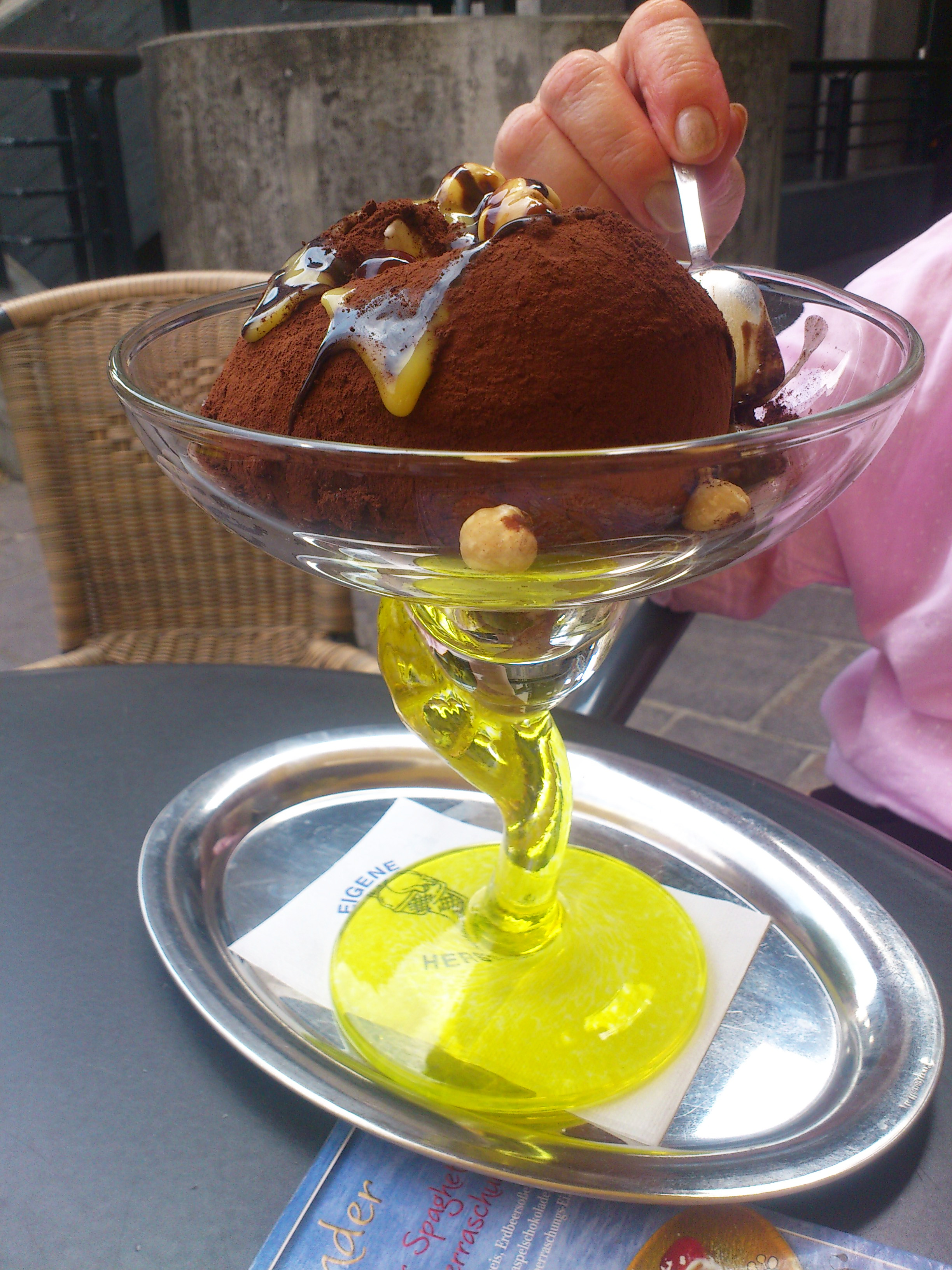
Тартюфо в Німеччині